# Cattedrale di San Giuda (Iqaluit)
La cattedrale di San Giuda, formalmente cattedrale di San Simone e San Giuda (in inglese Cathedral of St. Simon and St. Jude ), si trova a Iqaluit, nel territorio di Nunavut, in Canada. La chiesa è cattedrale della diocesi dell'Artico per la chiesa anglicana del Canada.

## Storia
L'edificio attuale, a forma di iglù e informalmente chiamato anche  Igloo Cathedral, è stato inaugurato il 3 giugno 2012.
La prima cattedrale di San Giuda era stato progettato da Ronald Thom nel 1970 e costruita nel 1972 da volontari locali. La chiesa è stata demolita nel giugno del 2006, dopo che un incendio doloso nel novembre 2005 aveva distrutto gran parte della struttura. La chiesa era ben nota per le sue decorazioni, la maggior parte prodotti dell'artigianato degli Inuit, inclusi arazzi, tessuti, una croce fatta di zanne di narvalo e un fonte battesimale scolpito in pietra ollare dedicato da Elisabetta II, regina del Canada, durante una visita a Iqaluit.